# Raymond Bergougnan
Pour les articles homonymes, voir Bergougnan.
Raymond-Célestin Bergougnan (1858-1942), plus connu par la postérité sous le nom de Raymond Bergougnan, est un industriel français des XIXe et XXe siècles.
À partir de la petite entreprise familiale fondée avec ses frères, il fait des Établissements Bergougnan une société prospère, grande rivale de Michelin, qui finira par la racheter dans les années 60. Raymond Bergougnan est très impliqué dans la vie de Clermont-Ferrand, tant sur le plan social que politique.
En hommage à son rôle en faveur de la ville, une artère de Clermont-Ferrand porte son nom, au même titre qu’Édouard Michelin.

## Biographie

### Débuts professionnels
Il est né le 7 juillet 1858 à Castera Vignoles, au sud de Toulouse, débutant comme ouvrier, Raymond-Célestin Bergougnan fonde à Clermont-Ferrand en 1885, avec ses frères Jean et Mathieu, un petit atelier produisant des articles destinés aux graveurs. L’atelier se spécialisa dans les timbres en caoutchouc. C’est le début d’une activité qui débouchera sur l’aventure industrielle dans le pneumatique.
Il est un proche d’Étienne Clémentel, qu’il engagera en tant qu’administrateur délégué pour Paris en 1906.

### Chef d’entreprise

Affiche publicitaire des pneus vélo, vers 1930

En 1889, l’entrepreneur constitua une société (Bergougnan et Cie) au capital de 250 000 francs. La production se diversifia alors.
En 1898, il fonda avec Émile Chrétien (auquel il était associé depuis 1894) une société anonyme, la Société de Caoutchouc brut ou manufacturé, anciens Établissements Bergougnan et Cie, pour développer la production de bandages pour automobiles.
De par leur activité (mais au contraire de ce que faisait Michelin), les Ets. Bergougnan s’intéressent aux plantations de caoutchouc et Raymond Bergougnan participe à la création de la Société des caoutchoucs de l’Indochine. 
Bergougnan est alors le grand rival de Michelin, qui absorbera d’ailleurs finalement cette société concurrente.

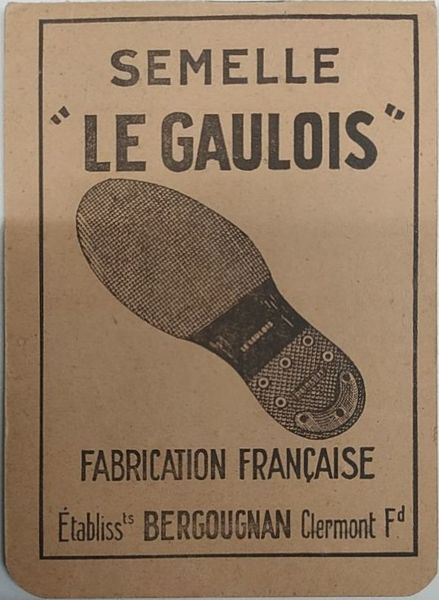
Carnet publicitaire pour la semelle "Le Gaulois", vers 1925.

En effet, celle-ci a en face d’elle nombre d’autres concurrents : si Michelin est le plus redoutable, la société Torrilhon est également un adversaire avec lequel il faut compter, plus en tout cas qu’avec la société Fritisse-et-Nourry, un rival de moindre envergure.
Une tentative de fusion avec la société Torrilhon échoue, après quoi la société Bergougnan construit une nouvelle usine en 1912. Par la suite, après la Première Guerre mondiale, la société Bergougnan enregistre de lourdes pertes entre 1920 et 1923 dans ses filiales étrangères (filiale américaine, filiale de Riga, filiale italienne…). La société Torrilhon souffre encore plus, alors que Michelin sort le premier de la crise de l’après-guerre.

## Activité sociale et politique
Les Ets. Bergougnan, comme d’autres entreprises de Clermont-Ferrand et particulièrement Michelin, jouent un rôle important pendant la Première Guerre mondiale en faveur de leurs salariés mobilisés, par la création du Comité Bergougnan, et d’un hôpital de 80 lits.
Par ailleurs, contrairement aux frères Michelin, Raymond Bergougnan s’est fortement impliqué 
dans la vie politique locale. Les deux patrons diffèrent d’ailleurs : Bergougnan est un radical, dont le patriotisme urbain lui fait offrir de généreuses souscriptions à la municipalité, alors qu’Édouard Michelin apparaît comme un catholique silencieux et plein de morgue.
Aux côtés d’André Olier, son principal fournisseur de machines, il est membre du Conseil municipal de Clermont-Ferrand. Il est décédé à Clermont-Ferrand le 6 septembre 1942.

## Postérité
En souvenir de son rôle bénéfique pour la ville, une avenue porte son nom, proche de l’ancien emplacement de l’usine.
Depuis septembre 2018, un lieu de vie a été créé dans cette avenue clermontoise. Le "Bergougou" entre donc en activité à l'initiative de plusieurs étudiants. Connaissant un plein essor courant 2019, un bar-restaurant y est intégré : le bargougou. Si les propriétaires et gérants ne cachent pas leur admiration pour la figure de Raymond Bergougnan, leur objectif était avant tout de redynamiser toute la zone des quartiers haut Fontgieve.